# Dansk Regnbueråd
Dansk Regnbueråd er en forening for lesbiske, bøsser, bi- og transseksuelle stiftet i maj 2022. Foreningen har en bestyrelse på syv personer. Ved stiftelsen var Marcus Dib Jensen formand, og Jesper W. Rasmussen næstformand, men siden september 2023 har Jesper W. Rasmussen været formand efter Marcus Dib trådte ud pga. personlige og faglige konflikter.  

## Kritik af LGBT+-miljø
Foreningen blev stiftet 2. maj 2022 af en gruppe af LGBT-personer med ønsket om at skabe et alternativ til LGBT+ Danmark, som efter Dansk Regnbueråds opfattelse har et "ekstremt" værdigrundlag. I en pressemeddelelse, der annoncerede foreningen 9. juni 2022, har foreningen udtalt, at LGBT+ Danmark udgør "en alvorlig, eksistentiel trussel mod os alle", da Dansk Regnbueråd mener, at LGBT+ Danmark har forværret biologiske kvinders rettigheder og børns mentale trivsel. Foreningen deltager heller ikke i Copenhagen Pride, som foreningen mener er intolerant og baseret på en ekstrem ideologi.
Foreningen er modstander af, at der foretages kønsskifte til børn, herunder operative indgreb som fjernelse af kønsorganer og bryster, hvor det kønslige ubehag er opstået i forbindelse med puberteten. Foreningen anerkender begrebet "Rapid Onset Gender Dysphoria" eller ROGD. ROGD er et omstridt begreb, og er ikke blevet anerkendt af nogen større faglig organisation som en gyldig mental sundhedsdiagnose, og undersøgelsen bag er blevet bredt afvist[kilde mangler] pga. bias og metodefejl, samt modbevist af flere andre studier. Foreningen har arbejdet for vedtagelsen af et forbud mod kirurgisk eller medicinsk kønsskiftebehandling af børn under 18 år, et arbejde der førte til fremsættelsen af et beslutningsforslag i Folketinget af Nye Borgerlige. Beslutningsforslaget blev forkastet ved 2. behandlingen.

## Holdning til transkønnede
Dansk Regnbueråd er imod forbud for omvendelsesterapi for transkønnede og støtter op om den internationale organisation Genspect (en), der ligeledes arbejder imod, at børn og unge gives kønsskiftebehandling.
Dansk Regnbueråd mener i modsætning til de fleste andre danske LGBT+ foreninger, at der kun findes to køn og anser ikke nonbinær identitet som en rigtig identitet.